# Großer Widderstein
De Große Widderstein is een 2533 meter hoge berg in de Allgäuer Alpen in Oostenrijk.
Het is de hoogste berg van het Kleinwalsertal en in de zomer een geliefd klimdoel wegens het mooie uitzicht op het dal. Naast de top bevindt zich nog een andere, iets kleinere top: de Kleine Widderstein. Deze is, in tegenstelling tot de Große Widderstein, enkel met klimuitrusting te beklimmen.
De Große Widderstein ligt één kilometer benoorden de Hochtannbergpas.

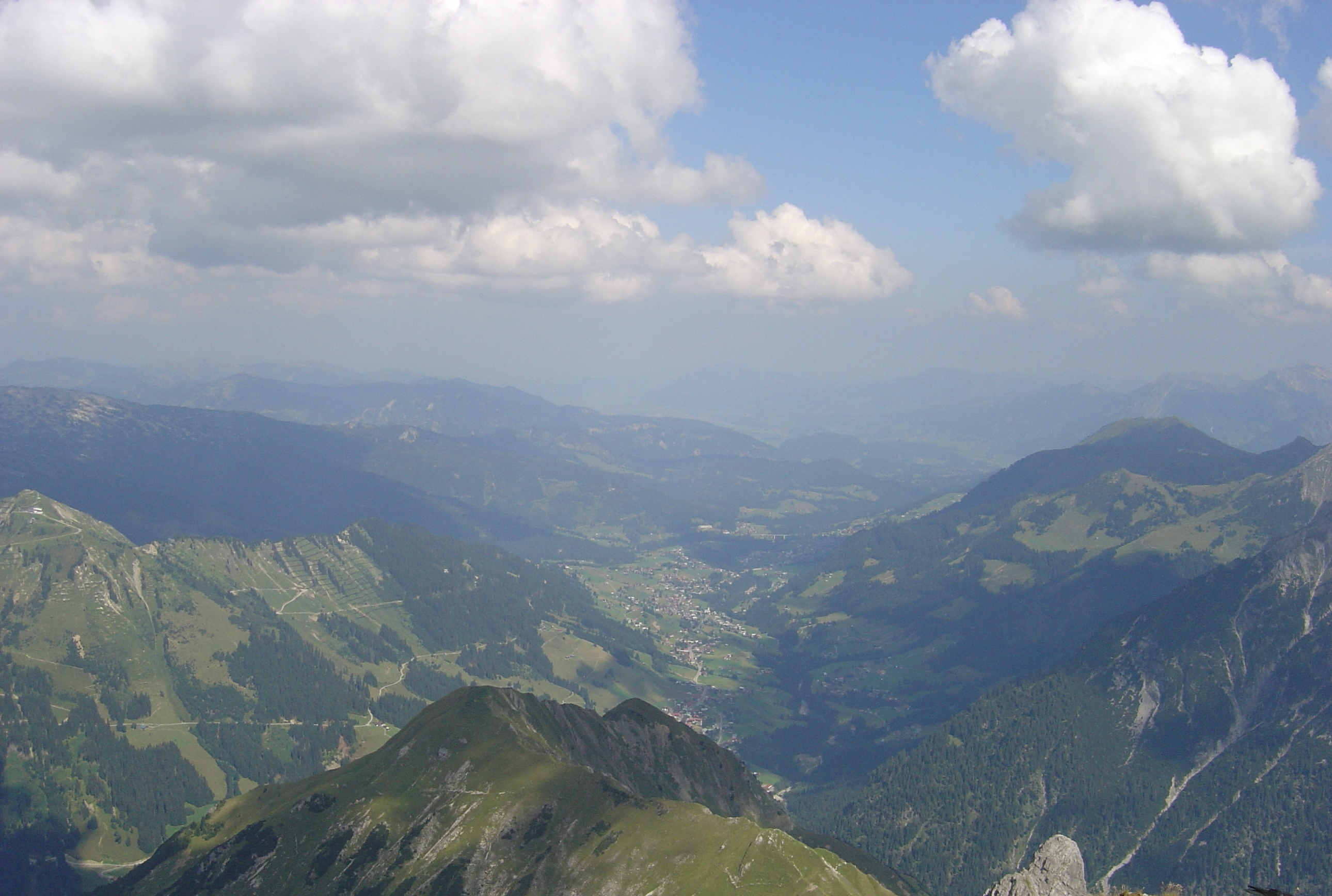
Het Kleinwalsertal gezien vanaf de 2533 m hoge Großer Widderstein
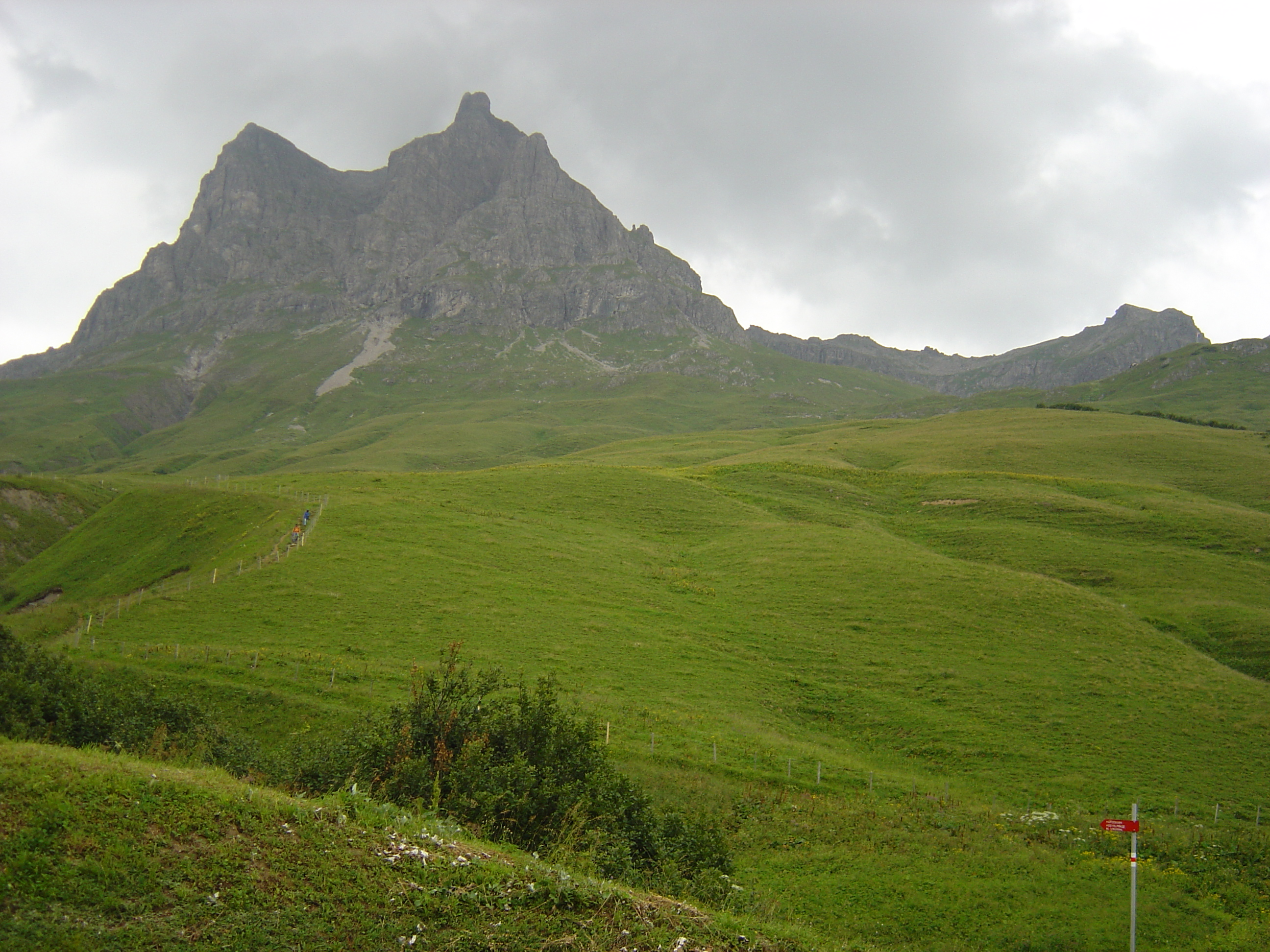
De Widderstein gezien vanaf de Hochtannbergpas, aan de achterzijde van het Kleinwalsertal